# ژرژ گیتاری
ژرژ گیتاری (فرانسوی: Georges Guétary‎؛ ۸ فوریه ۱۹۱۵ – ۱۳ سپتامبر ۱۹۹۷ (۸۲)) یک هنرپیشه، و خواننده اهل فرانسه بود.
از فیلم‌ها یا برنامه‌های تلویزیونی که وی در آن نقش داشته است می‌توان به یک آمریکایی در پاریس اشاره کرد.